# Liste der Naturdenkmale in Creglingen
| Naturdenkmale | Anzahl |
| ------------- | ------ |
| FND           | 31     |
| END           | 19     |
| Gesamt        | 50     |

Die Liste der Naturdenkmale in Creglingen nennt die verordneten Naturdenkmale (ND) der im baden-württembergischen Main-Tauber-Kreis liegenden Stadt Creglingen und deren Stadtteile (Archshofen, Blumweiler, Craintal, Finsterlohr, Frauental, Freudenbach, Münster, Niederrimbach, Oberrimbach, Reinsbronn, Schmerbach und Waldmannshofen). In Creglingen gibt es insgesamt 50 als Naturdenkmal geschützte Objekte, davon 31 flächenhafte Naturdenkmale (FND) und 19 Einzelgebilde-Naturdenkmale (END).
Stand: 31. Oktober 2016.

## Flächenhafte Naturdenkmale (FND)
| Name                                                                | Bild | Kennung     | Einzelheiten                                | Position | Fläche Hektar | Datum         |
| ------------------------------------------------------------------- | ---- | ----------- | ------------------------------------------- | -------- | ------------- | ------------- |
| Altarm der Tauber Lachen                                            |      | 81280200038 | Creglingen                                  | ⊙        | 1,9           | 10. März 1992 |
| Baumgruppe mit Flachmoorstellen Standorfer-Laube, Heide             |      | 81280200029 | Creglingen Gemarkung Münster                | ⊙        | 0,3           | 21. Dez. 1981 |
| Blutaugentümpel Spitalholz                                          | BW   | 81280200024 | Creglingen                                  | ⊙        | 0,1           | 21. Dez. 1981 |
| Bruchwald Burgstall Sanderer                                        |      | 81280200044 | Creglingen Gemarkung Finsterlohr-Burgstall  | ⊙        | 0,8           | 10. März 1992 |
| Doline Blumweiler Oberer Kuhwasen                                   | BW   | 81280200048 | Creglingen                                  | ⊙        | 0,2           | 10. März 1992 |
| Doline Stöckich                                                     |      | 81280200043 | Creglingen Gemarkung Finsterlohr            | ⊙        | 0,2           | 10. März 1992 |
| Doline, wassergefüllt u. von Weiden umsäumt Vorderer Wasen          |      | 81280200035 | Creglingen Gemarkung Niederrimbach          | ⊙        | 0,0           | 21. Dez. 1981 |
| Ehemalige Schafwäsche beim Lichteler Landturm Turmfeld              |      | 81280200049 | Creglingen Gemarkung Oberrimbach            | ⊙        | 0,3           | 10. März 1992 |
| Erdfall Menzenbrunnen                                               | BW   | 81280200037 | Creglingen                                  | ⊙        | 0,0           | 10. März 1992 |
| Erlensumpf Wald „Dörre“                                             | BW   | 81280200036 | Creglingen                                  | ⊙        | 0,1           | 21. Dez. 1981 |
| Feldgehölz am Signal Herrgottsfeld Pfad, Stutz                      |      | 81280200039 | Creglingen                                  | ⊙        | 0,7           | 10. März 1992 |
| Feuchtgebiet Gemeindeholz (Röte)                                    |      | 81280200051 | Creglingen Gemarkung Reinsbronn             | ⊙        | 0,1           | 10. März 1992 |
| Feuchtgebiet Hagenmann                                              | BW   | 81280200054 | Creglingen                                  | ⊙        | 0,1           | 10. März 1992 |
| Feuchtgebiet Hallenwiesen                                           |      | 81280200014 | Creglingen                                  | ???      | 0,9           |               |
| Feuchtgebiet Loch                                                   | BW   | 81280200032 | Creglingen                                  | ⊙        | 0,4           | 21. Dez. 1981 |
| Feuchtgebiet Oberholz I                                             |      | 81280200053 | Creglingen Gemarkung Finsterlohr-Schonach   | ⊙        | 0,1           | 10. März 1992 |
| Feuchtwiese Heiligen                                                |      | 81280200040 | Creglingen Gemarkung Freudenbach            | ⊙        | 0,3           | 10. März 1992 |
| Flachmoor Engelshütte                                               |      | 81280200028 | Creglingen Gemarkung Münster                | ⊙        | 0,1           | 21. Dez. 1981 |
| Heide am Barnberg                                                   |      | 81280200046 | Creglingen Gemarkung Niederrimbach          | ⊙        | 1,1           | 10. März 1992 |
| Kopfweidengruppe mit Taufstein aus dem 2.–3. Jahrh. Selberten       |      | 81280200031 | Creglingen Gemarkung Oberrimbach            | ⊙        | 0,1           | 21. Dez. 1981 |
| Linden Mittelweg                                                    |      | 81280200030 | Creglingen Gemarkung Oberrimbach            | ⊙        | 0,1           | 21. Dez. 1981 |
| Moorstelle mit dolinenartiger Einsenkung Mitten im Seldenecker Feld | BW   | 81280200034 | Creglingen                                  | ⊙        | 0,0           | 21. Dez. 1981 |
| Ödland Tränke                                                       |      | 81280200045 | Creglingen Gemarkung Münster                | ⊙        | 0,3           | 10. März 1992 |
| Pflanzenstandort Marterhölzle                                       |      | 81280200047 | Creglingen Gemarkung Niederrimbach-Standorf | ⊙        | 1,8           | 10. März 1992 |
| Quelle Tiergarten                                                   |      | 81280200055 | Creglingen Gemarkung Waldmannshofen         | ⊙        | 1,1           | 10. März 1992 |
| Steinbruch Aub                                                      |      | 81280200041 | Creglingen Gemarkung Freudenbach-Erdbach    | ⊙        | 0,2           | 10. März 1992 |
| Steppenheide u. Küchenschellenstandort Erdbeerberg                  | BW   | 81280200027 | Creglingen                                  | ⊙        | 0,5           | 21. Dez. 1981 |
| Tümpel Finsterlohrer Heide                                          | BW   | 81280200025 | Creglingen                                  | ⊙        | 0,5           | 21. Dez. 1981 |
| Wacholderheide-Steppenflora Riegelberg                              |      | 81280200026 | Creglingen                                  | ⊙        | 0,2           | 21. Dez. 1981 |
| Weiher Karrod                                                       |      | 81280200042 | Creglingen Gemarkung Finsterlohr-Schonach   | ⊙        | 0,1           | 10. März 1992 |
| Weiher Schafwasen                                                   |      | 81280200052 | Creglingen Gemarkung Schmerbach             | ⊙        | 0,1           | 10. März 1992 |
| Legende für Naturdenkmal                                            |      |             |                                             |          |               |               |

## Einzelgebilde-Naturdenkmale (END)
| Name                                 | Bild | Kennung     | Einzelheiten | Position | Fläche Hektar | Datum         |
| ------------------------------------ | ---- | ----------- | --- | -------- | ------------- | ------------- |
| 1 Alter Birnbaum Schmalwasenteil     | BW   | 81280200050 | Creglingen | ⊙        | 0,0           | 10. März 1992 |
| 1 Birnbaum Hohbach                   |      | 81280200019 | Creglingen Gemarkung Blumweiler-Weiler | ⊙        | 0,0           | 21. Dez. 1981 |
| 1 Eiche an der Kirche                |      | 81280200014 | Creglingen Gemarkung Niederrimbach-Standorf | ⊙        | 0,0           | 21. Dez. 1981 |
| 1 Eiche Bergbrunnen                  |      | 81280200015 | Creglingen Gemarkung Reinsbronn-Niedersteinach | ⊙        | 0,0           | 21. Dez. 1981 |
| 1 Eiche Leimgrube                    |      | 81280200006 | Creglingen Die Eiche befindet sich in der Gemarkung von Freudenbach. Der Baum wurde nach dem Deutsch-Französischen Krieg 1870/71 im Jahre 1872 als sogenannte „Friedenseiche“ gepflanzt (siehe auch: Liste der Denkmäler des Deutsch-Französischen Krieges im Main-Tauber-Kreis). | ⊙        | 0,0           | 21. Dez. 1981 |
| 1 Eiche Schafwasen Häckersweg        |      | 81280200023 | Creglingen Gemarkung Schmerbach | ⊙        | 0,0           | 21. Dez. 1981 |
| 1 Eiche Schafwasen                   |      | 81280200002 | Creglingen Gemarkung Schmerbach | ⊙        | 0,0           | 21. Dez. 1981 |
| 1 Fichte Sauklinge                   | BW   | 81280200013 | Creglingen | ⊙        | 0,0           | 21. Dez. 1981 |
| 1 Linde Baders Berg                  | BW   | 81280200009 | Creglingen | ⊙        | 0,0           | 21. Dez. 1981 |
| 1 Linde Hoher Pfad - Rothenb. Steige | BW   | 81280200012 | Creglingen | ⊙        | 0,0           | 21. Dez. 1981 |
| 1 Linde Obere Gasse Schmerbach 20    |      | 81280200020 | Creglingen Gemarkung Schmerbach | ⊙        | 0,0           | 21. Dez. 1981 |
| 1 Linde Oberrimbach                  |      | 81280200016 | Creglingen Gemarkung Oberrimbach | ⊙        | 0,0           | 21. Dez. 1981 |
| 1 Linde, 1 Rotbuche Burkel           |      | 81280200001 | Creglingen Gemarkung Archshofen, „Schillerlinde“ | ⊙        | 0,0           | 21. Dez. 1981 |
| 1 Traubeneiche Mittlere Klinge       |      | 81280200018 | Creglingen Gemarkung Oberrimbach | ⊙        | 0,0           | 21. Dez. 1981 |
| 1 Winterlinde alte Standorfer Steige | BW   | 81280200010 | Creglingen | ⊙        | 0,0           | 21. Dez. 1981 |
| 1 Winterlinde Bockstall              |      | 81280200003 | Creglingen Gemarkung Niederrimbach | ⊙        | 0,0           | 21. Dez. 1981 |
| 2 Winterlinden Beim Schafhaus        |      | 81280200005 | Creglingen Gemarkung Frauental | ⊙        | 0,0           | 21. Dez. 1981 |
| 2 Winterlinden Mühläcker             |      | 81280200017 | Creglingen Gemarkung Oberrimbach | ⊙        | 0,0           | 21. Dez. 1981 |
| 2 Winterlinden Vogelherd             |      | 81280200004 | Creglingen Gemarkung Frauental | ⊙        | 0,0           | 21. Dez. 1981 |
| Legende für Naturdenkmal             |      |             | |          |               |               |